# تشارلز راي
تشارلز راي (بالإنجليزية: Charles Ray) هو منتج أفلام وكاتب سيناريو وكاتب ومخرج وممثل أمريكي، ولد في 15 مارس 1891 في الولايات المتحدة، وتوفي في 23 نوفمبر 1943 بلوس أنجلوس في الولايات المتحدة.

## أعمال

### أفلام
- (1922) روبن هود[4][5]
- (1942) ريو تيتا

## وصلات خارجية
- تشارلز راي على موقع IMDb (الإنجليزية)
- تشارلز راي على موقع ألو سيني (الفرنسية)
- تشارلز راي على موقع أول موفي (الإنجليزية)
- تشارلز راي على موقع قاعدة بيانات برودواي على الإنترنت (الإنجليزية)
- تشارلز راي على موقع قاعدة بيانات الأفلام السويدية (السويدية)
- تشارلز راي على موقع قاعدة بيانات الفيلم (الإنجليزية)
- تشارلز راي على موقع كينوبويسك (الروسية)